# Niccolò Pisani
Pour les articles homonymes, voir Pisani.
Niccolò Pisani (Venise, vers 1324 - Venise, vers 1380) est un amiral vénitien, célèbre pour ses victoires lors de la troisième guerre entre les républiques rivales de Venise et Gênes (1350–1355).

## Biographie
En 1350, Niccolò Pisani a dirigé une escadre maritime à Constantinople (maintenant Istanbul) afin conclure une alliance avec les Byzantins.
En 1352, à l'embouchure du Bosphore, il engage une féroce bataille avec les Génois, battant l'amiral Paganino Doria.
Le 29 août 1353, au large des côtes de la Sardaigne, les flottes vénitiennes et génoises s’affrontent à la pointe de la Loiera, près d’Alghero, lors de la bataille d'Alghero. Surprenant la flotte génoise commandée par Antonio Grimaldi, Niccolò Pisani, allié aux Espagnols conduits par Bernard Chiabréra coule 33 galères ennemies et fait environ 3 500 prisonniers, qui sont exécutés. 
Le 3 novembre 1354, il est surpris à Porto-Lungo et fait prisonnier par l'amiral génois Paganino Doria.
À la fin de la guerre en 1355 il est libéré et finit sa vie à Venise dans l'anonymat.